# 愛知県立津島北高等学校
愛知県立津島北高等学校（あいちけんりつつしまきたこうとうがっこう）は、愛知県津島市又吉町にある公立高等学校である。名鉄尾西線町方駅より徒歩で約2分。

## 概要
部活動も非常に盛んで、過去ラグビー部が花園に、津島商工高時代には野球部が甲子園に出場したこともある。
生徒人口の減少のため近隣の多くの学校において規模が縮小されつつある中、学校の指導・実績が評価され、2006年（平成18年）度より普通科が1クラス増となった。2008年（平成20年）度には各学年とも6クラス（普通科3クラス商業科3クラス）、全校で18クラス体制となる。
2010年（平成22年）度からは普通科が1クラス増となり、2・3年普通科、総合ビジネス科（当時の商業科）共々3クラス、1年普通科4クラス、総合ビジネス科3クラスの計19クラスである。しかし、その後普通科は以前と同じく3クラスになった。さらにその後、普通科は２クラスになり、クラス表記はA～G組ではなく１～５組になった。　

## 沿革
- 1951年（昭和26年）：旧：愛知県立津島高等学校跡に愛知県立津島工業高等学校として開校（紡織科）。
- 1953年（昭和28年）：色染科と商業科を増設し、愛知県立津島商工高等学校と改称し、現校地に移転。
- 1960年（昭和35年）：夜間定時制課程を併設（紡織科）。
- 1961年（昭和36年）：機械科を増設。
- 1962年（昭和37年）：色染科を色染化学科と改称。
- 1964年（昭和39年）：定時制課程に機械科を増設。
- 1968年（昭和43年）：定時制紡織科募集停止。
- 1976年（昭和51年）：工業系学科を愛知県立佐織工業高等学校（現在の愛知県立愛西工科高等学校）として独立、津島商工高を募集停止とした上で愛知県立津島北高等学校を開校（普通科・商業科）。
- 2017年（平成29年）：商業科から総合ビジネス科に学科改編される。
- 2025年（令和7年）：愛知県立海翔高等学校と合併。普通科・商業科・福祉科を併置した愛知県立津島北翔高等学校が津島北高等学校校地に開校する[1]。

## 設置学科

### 現在の学科
- 普通科
- ITビジネス・地域ビジネス科

### 以前あった学科
- 商業科
- 機械科(佐織工業に移る)
- 紡織科(同上)
- 色染科(同上)

## 部活動

### 運動部
- 陸上部（男・女）
- 硬式野球部（男）
- ソフトボール部（女）
- ラグビー部（男）
- 卓球部（男・女）
- バドミントン部（女）
- バレーボール部（女）
- バスケットボール部（男・女）
- ソフトテニス部（男・女）
- 柔道部（男・女）
- 剣道部（男・女）
- 登山部（男・女）

### 文化部
- コンピュータ部（男・女）
- 簿記部（男・女）
- 演劇部（男・女）
- 茶華道部（女）
- 英語部（男・女）
- 美術部（男・女）
- リベラル・アーツ・クラブ（男・女）